# Pierwszy rząd Jana Petera Balkenende
Pierwszy rząd Jana Petera Balkenende (niderl. Kabinet-Balkenende I) – rząd Holandii urzędujący od 22 lipca 2002 do 27 maja 2003, powołany przez koalicję, którą tworzyły Apel Chrześcijańsko-Demokratyczny (CDA), Partia Ludowa na rzecz Wolności i Demokracji (VVD) i Lista Pima Fortuyna (LPF).
Rząd powstał po wyborach w 2002, w których zwyciężył Apel Chrześcijańsko-Demokratyczny. Jego koalicjantami zostały liberalna VVD (3. miejsce) i nowe określane jako populistyczne ugrupowanie LPF (2. miejsce), którego lider Pim Fortuyn został zamordowany na kilka dni przed głosowaniem. Współpraca z LPF od początku prowadziła do problemów w ramach rządu. Już kilka godzin po nominacji ze stanowiska zrezygnowała wystawiona przez tę partię sekretarz stanu Philomena Bijlhout. Nastąpiło to po ujawnieniu w mediach, że była członkinią surinamskiej milicji w okresie dyktatury Désiego Bouterse, choć sama polityk twierdziła, że odeszła z niej jeszcze przed grudniem 1982, kiedy to w Surinamie zamordowano kilkunastu przeciwników politycznych władzy. Wkrótce w LPF, pozbawionej swojego popularnego lidera, doszło do sporów o przywództwo między dwoma członkami rządu – Eduard Bomhoffem i Hermanem Heinsbroekiem. Ostatecznie premier ogłosił dymisję rządu 16 października 2002. Doprowadziło to do wcześniejszych wyborów w 2003, po których Jan Peter Balkenende utworzył swój drugi gabinet z udziałem CDA, VVD i Demokratów 66.

## Skład rządu

### Ministrowie
- Premier: Jan Peter Balkenende (CDA)
- Wicepremier: Johan Remkes (VVD)
- Wicepremier: Eduard Bomhoff (LPF, do 16 października 2002)
- Wicepremier: Roelf de Boer (LPF, od 18 października 2002)
- Minister spraw zagranicznych: Jaap de Hoop Scheffer (CDA)
- Minister sprawiedliwości: Piet Hein Donner (CDA)
- Minister ds. integracji i imigracji: Hilbrand Nawijn (LPF)
- Minister spraw wewnętrznych: Johan Remkes (VVD)
- Minister edukacji, kultury i nauki: Maria van der Hoeven (CDA)
- Minister finansów: Hans Hoogervorst (VVD)
- Minister obrony: Benk Korthals (VVD, do 12 grudnia 2002), Henk Kamp (VVD, od 12 grudnia 2002)
- Minister mieszkalnictwa, planowania przestrzennego i środowiska: Henk Kamp (VVD)
- Minister transportu i gospodarki wodnej: Roelf de Boer (LPF)
- Minister gospodarki: Herman Heinsbroek (LPF, do 16 października 2002), Hans Hoogervorst (VVD, od 16 października 2002)
- Minister rolnictwa: Cees Veerman (CDA)
- Minister spraw społecznych i zatrudnienia: Aart Jan de Geus (CDA)
- Minister zdrowia, opieki społecznej i sportu: Eduard Bomhoff (LPF, do 16 października 2002), Aart Jan de Geus (CDA, od 16 października 2002)

### Sekretarze stanu
- Sekretarz stanu ds. rozwoju międzynarodowego: Agnes van Ardenne (CDA)
- Sekretarz stanu ds. europejskich: Atzo Nicolaï (VVD)
- Sekretarz stanu ds. wewnętrznych: Rob Hessing (LPF)
- Sekretarz stanu ds. szkolnictwa wyższego: Annette Nijs (VVD)
- Sekretarz stanu ds. kultury i mediów: Cees van Leeuwen (LPF)
- Sekretarz stanu ds. finansów: Steven van Eijck (LPF)
- Sekretarz stanu ds. obrony: Cees van der Knaap (CDA)
- Sekretarz stanu ds. środowiska: Pieter van Geel (CDA)
- Sekretarz stanu ds. transportu i gospodarki wodnej: Melanie Schultz van Haegen (VVD)
- Sekretarz stanu ds. gospodarki: Joop Wijn (CDA)
- Sekretarz stanu ds. rolnictwa: Jan Odink (LPF)
- Sekretarz stanu ds. społecznych: Mark Rutte (VVD)
- Sekretarz stanu ds. rodziny: Philomena Bijlhout (LPF, do 24 lipca 2002), Khee Liang Phoa (LPF, od 9 września 2002)
- Sekretarz stanu ds. zdrowia, opieki społecznej i sportu: Clémence Ross-Van Dorp (CDA)